# Taiki Kato
Taiki Kato (加藤 大樹 Kato Taiki?, nacido el 14 de marzo de 1993 en Nara) es un futbolista japonés que se desempeña como centrocampista.

## Trayectoria

### Clubes
| Club                | País  | Año         |
| ------------------- | ----- | ----------- |
| SP Kyoto FC         | Japón | 2015        |
| Renofa Yamaguchi FC | Japón | 2016 - 2017 |
| Zweigen Kanazawa    | Japón | 2018 -      |

## Estadística de carrera

### J. League
| Club                | Año   | J. League | J. League | Copa J. League | Copa J. League | Total | Total |
| Club                | Año   | Part.     | Goles     | Part.          | Goles          | Part. | Goles |
| ------------------- | ----- | --------- | --------- | -------------- | -------------- | ----- | ----- |
| Renofa Yamaguchi FC | 2016  | 23        | 2         | -              | -              | 23    | 2     |
| Renofa Yamaguchi FC | 2017  | 29        | 0         | -              | -              | 29    | 0     |
| Total               | Total | 52        | 2         | 0              | 0              | 52    | 2     |